# Lego Racers
LEGO Racers é um jogo de computador lançado em 1999, desenvolvido pela High Voltage Software e distribuído pela LEGO Media para as plataformas PC, Playstation, Nintendo 64 e Game Boy Color.

## Enredo
O enredo do jogo desenvolve-se em torno do personagem "Rocket Racer", o maior corredor da LEGOLAND, que está entediado. A sua amiga cientista, "Veronica Voltage", que também é uma boa corredora, constrói um motor warp para encontrar um desafio para Rocket. As atividades do jogo incluem construir um carro customizado, dirigi-lo em diversas rotas em todas as pistas exceto a "Rocket Racer Run".

## Características
- Faixa etária: 3+
- Número máximo de jogadores: 1
- Jogável em rede: Não
- Gênero: Direção
- Desenvolvedor: High Voltage Software
- Editor: LEGO Media